# Axel Wernlund
Axel Oskar Wernlund, född 23 mars 1875 i Sundsvall, död 2 december 1953, var en svensk väg- och vattenbyggnadsingenjör.
Wernlund utexaminerades från Kungliga Tekniska högskolan 1897, avlade officersexamen 1897 och var kapten i Väg- och vattenbyggnadskåren 1912–35. Han var biträdande ingenjör vid Krylbo-Örebro järnvägsbyggnad 1898, i Väg- och vattenbyggnadsstyrelsen 1898–99, i mellersta väg- och vattenbyggnadsdistriktet 1899–1900, i Statens Järnvägars bangårdsbyrå 1901–03, entreprenör och arbetschef för Mellersta Södermanlands järnvägsbyggnad 1905–07, kontrollör vid Tisnare kanalbyggnad 1910–12, hamningenjör i Väg- och vattenbyggnadsstyrelsen 1913 och statens vägingenjör i Jönköpings län 1933–41.
Wernlund var sekreterare i kommittén för Väg- och vattenbyggnadskårens omorganisation 1914–15. Han genomförde studier i Frankrike organiserade av Corps des ponts et chaussées samt modellerade system för järnvägsentreprenad 1908–09, fiskehamnar vid Östersjön och Västerhavet i Tyskland, Danmark och Norge 1922 samt smågatstenens användning såsom vägbeläggningsmaterial samt tung vägtrafik i Danmark, Tyskland och Frankrike 1931–32.